# Ławeczka Władysława Strzemińskiego w Koluszkach
Ławeczka Władysława Strzemińskiego – pomnik przedstawiający postać Władysława Strzemińskiego odsłonięty 5 października 2018 w Koluszkach.
Autorem rzeźby jest Andrzej Fydrych. Pomnik jest zlokalizowany przy ulicy 11 listopada w Koluszkach, w sąsiedztwie Miejskiej Biblioteki Publicznej, której patronem od 1998 r. jest Władysław Strzemiński. Pomnik upamiętnia związki Władysława Strzemińskiego z Koluszkami: artysta mieszkał i pracował jako nauczyciel w tym mieście w latach 1927-1931. Obiekt znajduje się na Szlaku Pomnikowych Ławeczek PTTK.